# Mikael Uhre
Mikael Uhre (Ribe, Dinamarca; 30 de septiembre de 1994) es un futbolista profesional danés que juega como delantero para el Philadelphia Union de la MLS.
Un producto de juventud de SønderjyskE. Allí, destacó por su fuerza física, velocidad y capacidad en el aire, y Brøndby le contrató en 2018. Después de que unos cuantos años como reserva, Uhre se afianzó como titular y llegó a ser máximo goleador y jugador de la temporada en la Superliga danesa. En Brøndby ganó la Superliga de 2020-21.

## Carrera
Como juventud, Uhre jugó para Skovlund IF antes de moverse a Grindsted GIF a los 12 años. En un momento una prueba con Midtjylland, pero no pudo impresionar. Después de gastar un año en efterskole entre educación primaria y secundaria en Sportsefterskolen SINE en Løgumkloster, uno de sus profesores le animó para participar en las pruebas del club SønderjyskE, donde posteriormente se unió a su academia juvenil. El 28 de marzo de 2013, Uhre hizo su debut para SønderjyskE. Empezó en el banco, pero reemplazó a Nicolaj Madsen en el 88.º minuto en una victoria 5-0 sobre Silkeborg IF. En abril de 2013, Uhre firmó su primer contrato profesional con el club.

### Skive IK
El 15 de agosto de 2014, Uhre estuvo enviado en un préstamo de seis meses trato a Skive IK. Jugó en un trato amateur mientras en Skive, trabajando entresemana en una oficina. Hizo 13 apariciones de liga y tres goles durante su préstamo. Después de su trato de préstamo expiró en enero de 2015, jugó para SønderjyskE por seis meses, antes de que oficialmente se uniera a Skive en el verano 2015 en un contrato de un año. Durante su estación única bajo contrato en Skive, Uhre hizo 15 goles en 33 partidos, sólo dos detrás del máximo goleador de la liga Kjartan Finnbogason.

### Regreso a SønderjyskE
Uhre volvió a SønderjyskE el 5 de junio de 2016, firmando un contrato de tres años con el club. El 14 de julio, Uhre hizo su debut en la Europa League como sustituto en un triunfo 2–1 sobre el Strømsgodset, apareciendo en los últimos 27 minutos en lugar de Troels Kløve. El 17 de julio, jugó su primer partido después de regresar a SønderjyskE, contra AGF. Entrando como sustituto, SønderjyskE perdió el partido 2 a 1.

### Brøndby

#### 2018–20
El 18 de enero de 2018, se anunció que un trato había sido acordado para la transferencia de Uhre al Brøndby IF el 15 de junio de 2018 por cuatro años y medio. El costo de la transferencia era alrededor de 3 millones DKK. El 16 de julio, Uhre hizo su debut para Brøndby en un partido contra Randers FC, donde el equipo triunfó por 2-0..
Finalizó la temporada 2018–19 con 6 goles en 28 partidos de liga. Durante gran parte del torneo, fue mayormente utilizado como sustituto para los titulares Kamil Wilczek y Simon Hedlund.
El 21 de junio de 2020, logró el gol decisivo del empate 1-1 frente a FC Copenhague en el minuto 89. Fue su primer gol en 11 meses, tras reemplazar a Sigurd Rosted en el minuto 84. Desde entonces, sería titular en Brøndby en partidos siguientes, después de que Hedlund y Mráz había fueron positivos por COVID-19. El 9 de julio, Uhre asistió y anotó un triplete en la victoria 4-0 sobre FC Nordsjælland.

#### 2020–21: Máximo goleador
En el segundo partido de la temporada 2020-21, el 20 de septiembre de 2020, Uhre hizo el gol ganador en tiempo de descuento en un derbi contra el Copenhague, encuentro que Brøndby ganó 2–1. También asistió a Jesper Lindstrøm quien anotó el empate transitorio. Sus rendimientos hicieron que fuera nombrado Jugador del Mes de la Superliga en marzo. Así como Brøndby clasificaba para la ronda de campeonato, Uhre continuó haciendo goles contra Copenhague, Nordsjælland, Randers, Midtjylland y un doblete contra AGF el 20 de mayo, gracias al cual el club logró el primer puesto con sólo un partido por disputarse. El 24 de mayo, cuando Brøndby ganó su primer título de liga en 16 año tras un triunfo 2–0 sobre Nordsjælland, Uhre se convirtió en el máximo goleador de la Superliga con 19 goles a su nombre.
Al final del torneo, Uhre fue nombrado como el Jugador de la Superliga (Player of the Season).
2021-22
Uhre anotó su primer gol de la temporada en el tercer partido frente a Velje BK. El 17 de agosto de 2021, anotó el único tanto en la derrota 1-2 contra el RB Salzburg en la ida de los play-offs de la Liga de Campeones de la UEFA 2021-22.

### Philadelphia Union
En enero de 2022, Uhre firmó para el Philadelphia Union como jugador designado hasta el 2024, con una opción de club para 2025. Filadelfia según se dice pagó un registro de club $2.8 millones de transferencia coste para adquirir a Uhre.

## Selección danesa
El 27 de marzo de 2017, Uhre obtuvo su única aparición para la selección de fútbol de Dinamarca sub-21 en una derrota ante Inglaterra.
Uhre recibió su primera llamada para la selección mayor de Dinamarca en noviembre de 2021 para la clasificación al Mundial de Catar 2022 en contra Escocia.
Hizo su debut sustituyendo en el minuto 72 cuando Dinamarca perdió 2–0 en Hampden Park.

## Estadísticas de carrera
| Club           | Temporada     | Liga             | Liga | Liga  | Copa de Dinamarca | Copa de Dinamarca | Europa | Europa | Otra competición | Otra competición | Total | Total |
| Club           | Temporada     | División         | Apps | Goles | Apps              | Goles             | Apps   | Goles  | Apps             | Goles            | Apps  | Goles |
| -------------- | ------------- | ---------------- | ---- | ----- | ----------------- | ----------------- | ------ | ------ | ---------------- | ---------------- | ----- | ----- |
| SønderjyskE    | 2012–13       | Superliga        | 5    | 0     | 0                 | 0                 | —      | —      | —                | —                | 5     | 0     |
| SønderjyskE    | 2013–14       | Superliga        | 12   | 1     | 0                 | 0                 | —      | —      | —                | —                | 12    | 1     |
| SønderjyskE    | 2014–15       | Superliga        | 2    | 0     | 0                 | 0                 | —      | —      | —                | —                | 2     | 0     |
| SønderjyskE    | Total         | Total            | 19   | 1     | 0                 | 0                 | —      | —      | —                | —                | 19    | 1     |
| Skive (cesión) | 2014-15       | Primera División | 13   | 3     | 2                 | 0                 | —      | —      | —                | —                | 15    | 3     |
| Skive          | 2015-16       | Primera División | 31   | 14    | 3                 | 1                 | —      | —      | —                | —                | 34    | 15    |
| SønderjyskE    | 2016-17       | Superliga        | 34   | 5     | 2                 | 0                 | 6      | 3      | —                | —                | 42    | 8     |
| SønderjyskE    | 2017–18       | Superliga        | 29   | 5     | 2                 | 0                 | —      | —      | 4                | 0                | 35    | 5     |
| SønderjyskE    | Total         | Total            | 63   | 10    | 4                 | 0                 | 6      | 3      | 4                | 0                | 77    | 13    |
| Brøndby        | 2018–19       | Superliga        | 27   | 6     | 4                 | 2                 | 3      | 0      | 1                | 0                | 35    | 8     |
| Brøndby        | 2019-20       | Superliga        | 24   | 6     | 2                 | 0                 | 3      | 0      | —                | —                | 29    | 6     |
| Brøndby        | 2020-21       | Superliga        | 32   | 19    | 1                 | 1                 | —      | —      | —                | —                | 33    | 20    |
| Brøndby        | 2021-22       | Superliga        | 16   | 11    | 3                 | 1                 | 7      | 2      | —                | —                | 27    | 14    |
| Brøndby        | Total         | Total            | 99   | 42    | 10                | 4                 | 14     | 2      | 1                | 0                | 124   | 48    |
| Total carrera  | Total carrera | Total carrera    | 225  | 70    | 19                | 5                 | 19     | 5      | 5                | 0                | 269   | 80    |

Hat-tricks
| 1 | 14 de marzo de 2021 | Odense Stadion, Odense | Odense BK - Brøndby IF          |  | 0 - 3 | Superliga 2020-21 |
| 2 | 22 de abril de 2023 | Subaru Park, Chester   | Philadelphia Union - Toronto FC |  | 4 - 2 | MLS 2023          |

## Palmarés
Brøndby
- Superliga de Dinamarca: 2020–21[38]

Individual
- Jugador del Mes de la Superliga: marzo de 2021[39][24]
- Bota Dorada Superliga: 2020–21[40]
- Superliga danesa Jugador de la temporada: 2020–21[28]
- Brøndby Jugador del Mes: diciembre 2020[41]